# Dummie de Mummie (boekenserie)
Dummie de Mummie is een Nederlandse kinderboekenserie geschreven door Tosca Menten. Het eerste boek, Dummie de Mummie en de gouden scarabee, verscheen in 2009. Sindsdien verscheen er ieder jaar een nieuwe titel. De boeken werden diverse malen bekroond.
- 2009 - Dummie de mummie en de gouden scarabee
- 2010 - Dummie de mummie en de tombe van Achnetoet
- 2011 - Dummie de mummie en de sfinx van Shakaba
- 2012 - Dummie de mummie en het masker van Sebek-Ra
- 2013 - Dummie de mummie en de dans van de cobra
- 2014 - Dummie de mummie en de ster Thoeban
- 2015 - Dummie de mummie en de drums van Massoeba
- 2016 - Dummie de mummie en de smaragd van de Nijl
- 2017 - Dummie de mummie en het geheim van Toemsa
- 2018 - Dummie de mummie en de schat van Sohorro
- 2020 - Dummie de mummie  een jonge prins in het oude Egypte
- 2021 - Dummie de mummie  De tunnel van Ptoeh

De illustraties werden gemaakt door Elly Hees.
Vanaf boek 11 (Deel 0 uit 2020), worden de illustraties gemaakt door Geert Gratama.
De reeks wordt uitgegeven door Van Goor, onderdeel van uitgeverij Unieboek. De boeken van Dummie de Mummie worden ook uitgegeven in onder meer Duitsland, Polen, Frankrijk, Italië, Litouwen, Bulgarije, Slovenië, Roemenië, Turkije, Iran en Australië.
In 2014 verscheen de film Dummie de Mummie in de bioscoop. In 2015 kwam de tweede film: Dummie de Mummie en de Sfinx van Shakaba, gebaseerd op het derde boek, en in 2017 de derde, Dummie de Mummie en de tombe van Achnetoet, gebaseerd op het tweede boek.
In seizoen 2017/2018 volgde de introductie van de musical Dummie de mummie in het theater.
De boeken verschenen ook als luisterboek.